# Ammotrechula saltatrix
Espèce
Synonymes
- Cleobis saltatrix Simon, 1879

Ammotrechula saltatrix est une espèce de solifuges de la famille des Ammotrechidae.

## Distribution
Cette espèce est endémique du Mexique.

## Description
Le mâle mesure 12 mm et la femelle 14 mm.

## Publication originale
- Simon, 1879 : Essai d'une classification des Galéodes, remarques synonymiques et description d'espèces nouvelles ou mal connues. Annales de la Société Entomologique de France, sér. 5, vol. 9, p. 93–154 (texte intégral).